# Francesco Brusa
(Giovanni) Francesco Brusa, psán také Gianfrancesco (1700? Benátky – 20. května 1768, tamtéž) byl italský varhaník a hudební skladatel.

## Život
O jeho mládí nejsou žádné informace. Někteří badatelé se dokonce domnívají, že jde o dvě osoby téhož jména, neboť jeho díla jsou datována ve dvou skupinách vzdálených od sebe cca 30 let. První informace pochází z roku 1724, kdy měla premiéru jeho opera Il trionfo della virtù.
Dne 22. prosince 1726 byl jmenován varhaníkem v malé kapli u baziliky svatého Marka. Toto místo zastával až do roku 1740. V roce 1736 byl aktivní jako skladatel duchovní hudby v Janově. V padesátých letech obnovil kariéru operního skladatele. Několik jeho oper se hrálo v Benátkách a v Pesaru. V roce 1766 se stal sbormistrem v nemocnici pro nevyléčitelně nemocné (Ospedale degli Incurabili), kde vystřídal ve funkci Baldassare Galuppiho. Zde pak působil až do své smrti v roce 1768.

## Dílo
Většina jeho děl je ztracena.

### Opery
- Il trionfo della virtù (dramma per musica, libreto P. d'Averara, 1724, Teatro San Giovanni Grisostomo, Benátky)
- L'amore eroico (dramma per musica, libreto Apostolo Zeno a Pietro Pariati, 1725, Teatro San Samuele Benátky)
- Arsace (dramma per musica, libreto Antonio Salvi, 1725, Milán)
- Medea e Giasone (dramma per musica, libreto G. Palazzi, 1726, Teatro Sant'Angelo, Benátky)
- L'Angelica (serenata, libreto Pietro Metastasio, 1756, Teatro San Benedetto, Benátky)
- La Semiramide riconosciuta (dramma per musica, libreto Pietro Metastasio, 1756, Teatro San Benedetto Benátky)
- Adriano in Siria (dramma per musica, libreto Pietro Metastasio, 1757, Teatro San Benedetto, Benátky)
- La cameriera scaltra e fortunata (dramma giocoso, libreto Giovanni Battista Brusa, 1757, Finale Emilia)
- Le statue (dramma giocoso, libreto Giovanni Battista Brusa, 1757, Teatro San Samuele, Benátky)
- La cascina (dramma giocoso, libreto Carlo Goldoni, 1758, Pesaro)
- La ritornata di Londra (dramma giocoso, libreto Carlo Goldoni, 1759, Forlì)
- L'Olimpiade (dramma per musica, libreto Pietro Metastasio, 1767, Benátky; spolupráce Pietro Alessandro Guglielmi a Antonio Gaetano Pampani)

### Oratoria
- Santa Anastasia (libreto G. B. Gambarucci, 1722, Řím)
- Il sacrifizio d'Abramo (1736, Janov)
- Redemptionis veritas (1766, Benátky)
- Caelum apertum in Transfiguratione Domini (1767, Benátky)
- Aeternum humanae reparationis divinum decretum (1767, Benátky)
- Manes justorum a sino Abrahae revocati in gloriosa Christi Resurrectione (1768, Benátky)

### Jiná díla
- La libertà: a Nice (kantáta, text Pietro Metastasio)
- Messa di Requiem in G minor
- Salve Regina in B-flat major
- Sonata in D major pro smyčce a basso continuo
- Sinfonia in D major pro 2 hoboje, 2 lesní rohy, smyčce a basso continuo
- Sinfonia in D major pro smyčce a basso continuo
- Jednotlivé árie a dueta